# Стретава
Стретава (слч. Stretava) насељено је мјесто са административним статусом сеоске општине (слч. obec) у округу Михаловце, у Кошичком крају, Словачка Република.

## Становништво
| Година:    | 1994. | 2004.    | 2014.   | 2024.   |
| ---------- | ----- | -------- | ------- | ------- |
| Број људи: | 533   | 634      | 671     | 679     |
| Разлика:   |       | +18,94 % | +5,83 % | +1,19 % |

| Година:    | 2023. | 2024.   |
| ---------- | ----- | ------- |
| Број људи: | 681   | 679     |
| Разлика:   |       | -0,29 % |

Према подацима о броју становника из 2011. године насеље је имало 651 становника.